# Enio (divinità)
Enio (in greco antico: Ἐνυώ?, Enyṓ) è una figura della mitologia greca, figlia di Zeus e Era, che personifica l'urlo furioso della battaglia.
Si tratta di una divinità femminile associata alla guerra, e in particolare al dio Ares, di cui è sposa e sorella. Non ha una propria mitologia, anche se il figlio Enialio appare in uno stralcio del libro XX dell'Iliade. 
Enio corrisponde alla dea italico-romana chiamata Bellona, e presenta anche similarità con la divinità anatolica Ma.